# Autoritarismus
Autoritářský režim je forma vlády, která se vyznačuje silnou centralizovanou mocí, jež omezuje práva lidí zasahovat do politiky. Jednotlivé svobody jsou podřízeny státu a neexistuje ústavní odpovědnost vládců. Autoritářský systém se obvykle charakterizuje těmito rysy: omezený politický pluralismus, zakládání své legitimity na emocích, minimální sociální mobilizace a neformálně definovaná výkonná moc s často malými a měnícími se pravomocemi.

## Definice
Oproti režimu totalitnímu je zde nahrazena ideologie za mentalitu. Je třeba rozlišovat autoritu, která se opírá o legitimitu a moc, tudíž vychází zdola od lidu, od autoritarismu, který vládne shora.
Dodnes nejpoužívanější definici vytvořil španělský sociolog a politolog Juan José Linz v šedesátých letech dvacátého století. Ten autoritarismus klasifikoval jako „politický systém s omezeným neodpovědným politickým pluralismem, který nemá vypracovanou vůdčí ideologii, ale zato výraznou mentalitu, vyznačuje se absencí intenzivní a extenzivní politické mobilizace (s výjimkou některých etap svého vývoje) a vůdce nebo malá skupina disponují mocí, která formálně má nejasně vymezené, avšak snadno předvídatelné hranice“.

## Charakteristika
Autoritářské státy se vyznačují nízkou mírou ideologizace.Autoritarismus se nesnaží podsouvat občanům jedinou správnou ideologii. Pokud nějaká ideologie existuje, není hluboce propracována, a tak ani po občanech nebývá vyžadována její neustálá demonstrace. Neexistuje jedna masová politická strana a nedochází ke splývání strany a státních institucí.Nelpí na stranické oddanosti, či jiných projevech politické mobilizace. Dokonce lze hovořit o její plné absenci. Nejvýraznějším rysem autoritarismu je limitovaný pluralismus. Režim se nesnaží o ovládnutí soukromého života svých občanů a připouští existenci nestátních organizací a institucí jako jsou církve či univerzity, které mohou mít politický přesah. Taktéž sféře soukromého podnikání je ponechána poměrná svoboda. Neznamená to ovšem, že režim nevyžaduje loajálnost. Významným znakem autoritářských režimů je orientace do sebe, soustředí se pouze na svou vlastní politickou moc a nesnaží se o expanzi do jiných zemí. Monopolu politické moci se obvykle dosahuje vyloučením mas z politiky.Důležitý pojem pro autoritarismus je autoritativní mentalita (= způsob myšlení a cítění, emocionálního rázu). Existuje několik druhů mentalit: úřednická, vojenská, církevní. Koncept je úzce spojen se symbolikou, se kterou režim efektivně komunikuje. „Vynalézají rozmanité cesty ve způsobech spojení mezi symbolem a společenskou realitou, kdy symbol realitu nezřídka nahrazuje či posléze vytváří.“

## Typy autoritativních režimů
Merkel, který navazuje na J. Linze, rozlišuje následujících devět typů autoritativních režimů:
- Komunistické autoritativní režimy
  - Reálnou moc komunistického autoritativního režimu drží strana. Režim připouští minimální pluralismus. Typickým příkladem je komunistický režim v polské či maďarské podobě a stalinské éře Sovětského svazu

- Fašistické autoritativní režimy
  - Ačkoli existuje stranická moc, reálnou moc drží vůdce.  Od totalitních forem se tento typ liší nedokonalostí, nedotažeností charakteristických rysů. Typickým příkladem je fašistická moc v Chorvatsku (1941–1945), Rumunsku (1940–1944), na Slovensku (1939–1945) a na počátku Mussoliniho vlády v Itálii.

- Militaristické režimy
  - Důraz je kladen na patriotismus, národní bezpečnost, klid a pořádek. Hlavní úkol režimu je modernizace země. W. Merkel rozlišuje dva typy militaristického režimu: – byrokraticko-militaristické, kde vládne junta necharakteristických vojáků (Latinská Amerika v 60. a 70. letech 20. století, Thajsko mezi lety 1958–1988, Jižní Korea v letech 1961–1988) – militaristicko-vůdcovský, kde moc drží vojenský vůdce (Frankův režim ve Španělsku, Ghana v letech 1981–1992, Paraguay pod vládou Alfreda Stroessnera atd.)
- Organicko-etatistické autoritativní režimy
  - Tento model chce zajistit institucionalizovanou reprezentaci různorodých zájmů moderních společností. Základní myšlenkou je předpoklad, že lidé jsou přirozeně členy různých sociálních skupin (zaměstnání, univerzity, farnosti, obce atd.), jež stojí v kontrastu k uměle vytvářeným velkým skupinám (například politickým stranám). Ty totiž nanejvýš rozdělují lidi, a to i na nejnižší úrovni a předpokládají existenci profesionálních politiků a stranických aparátů odtržených od všedního života. Organický etatismus se zaváděl např. v Salazarově Portugalsku (1926–1938), Dollfusově a Schuschniggově Rakousku (1934–1938), ale i ve Frankově Španělsku a Mussoliniho Itálii.
- Rasistické autoritativní režimy
  - Předpokládá trvalou a právně ukotvenou politickou dominanci menšinové rasy či etnické skupiny nad skupinou většinovou. Uvnitř privilegované skupiny jsou dodržovány základní demokratické principy. Příkladem je Jihoafrická republika v období apartheidu.
- Modernizační autoritativní režimy
  - Tento typ je vyčleněný z byrokraticko-militaristického režimu, který je nastolen za účelem modernizace neindustriální a tradiční společnosti.Příkladem je Pinochetova Chile, Násirův Egypt či Perónova Argentina.
- Teokratické autoritativní režimy
  - Reálná moc je v rukou náboženské autority. Mají silný sklon k totalitarismu. Příkladem je Tibet v období 1911–1950.
- Dynastické (královské, monarchistické) autoritativní režimy
  - Stojí na dynastickém principu. Jedná se především o absolutistické monarchie. Neexistují volby, nemají ústavu a exekutivní i legislativní moc je v rukou krále. Dnes je najdeme v šejkovských zemích Perského zálivu, v Saúdské Arábii nebo v době středověkých evropských království.
- Sultanistické autoritativní režimy
  - Sultánova moc není ničím omezena. Režim manipuluje se symboly, neexistuje vláda zákona a setkáváme se s nízkou mírou institucionalizace. Mezi sultanistické režimy patří Haiti pod Duvalierem, Severní Korea pod Kim Ir Senem či Filipíny pod Marcosem.[5]

## Příklady států považovaných za autoritářské

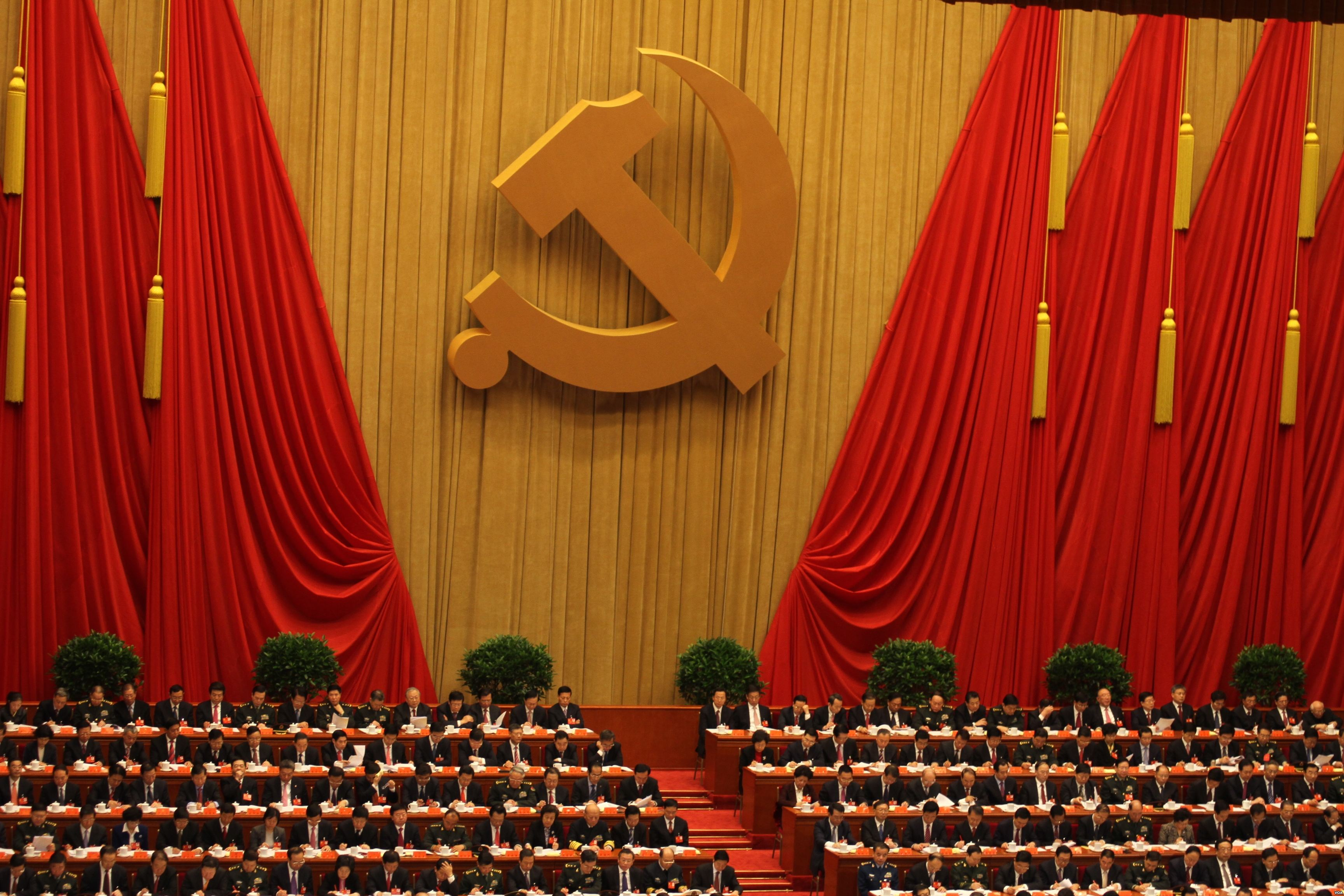
Autoritářská komunistická strana Číny

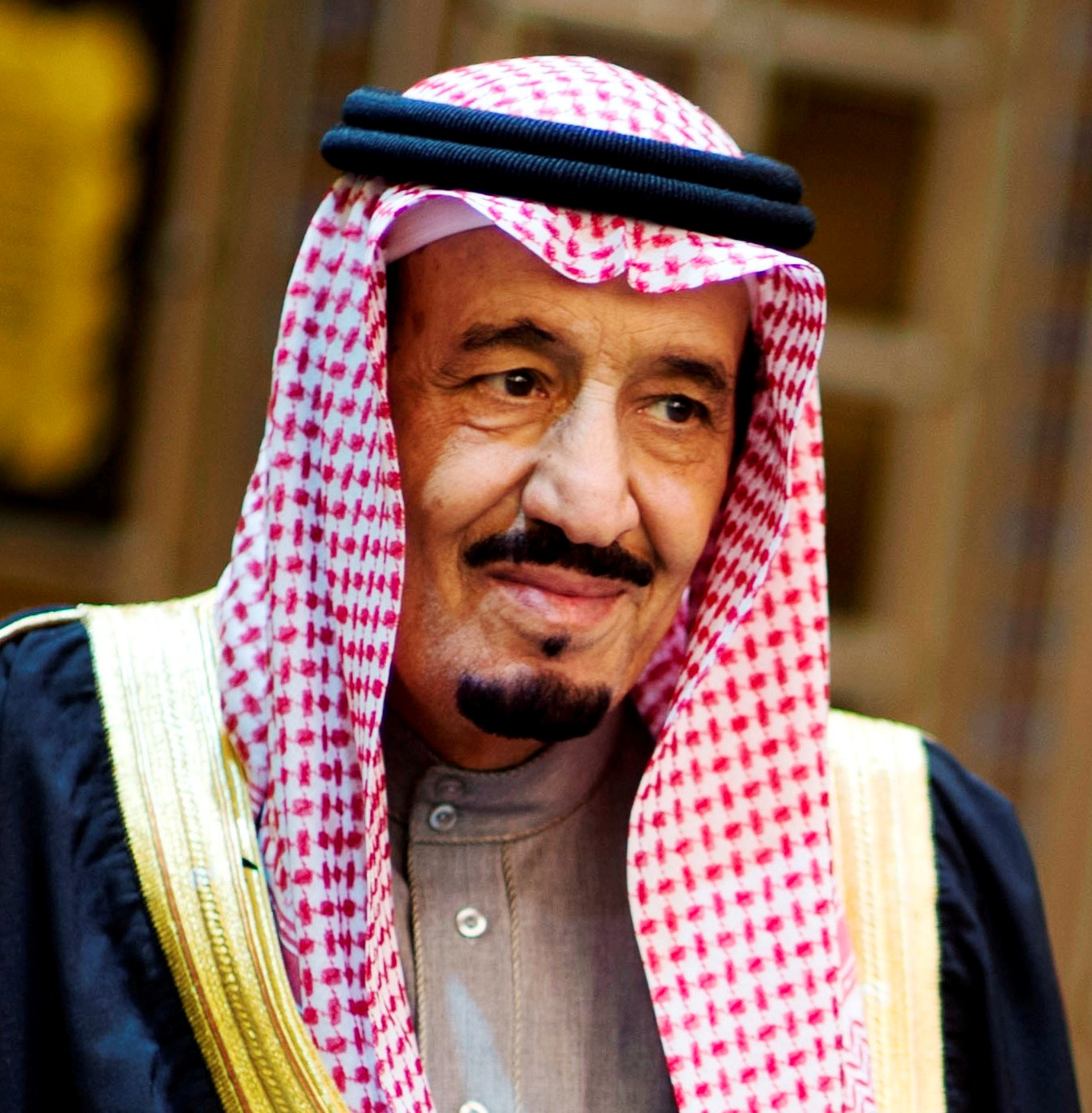
Salmán bin Abd al-Azíz, král Saúdské Arábie

- Ázerbájdžán – mívá autoritářské tendence, od 2003[7]
- Bahrajn – islámská monarchie, od 1743
- Bělorusko – Lukašenkův sám sebou popsaný autoritářský systém, od 1994[8]
- Čínská lidová republika – komunistický autoritářský stát, od 1949[9]
- Egypt – autoritářský režim pod Husní Mubárakem a poté Abd as-Sísím, od 1981[10]
- Írán – kombinuje sklon k totalitarismu s omezeným pluralismem, od 1981[11]
- Jordánsko – od 1946[12]
- Kazachstán – od 1991
- Kambodža – pod Rudými Khmery a Hun Sen, od 1985[13]
- Kamerun – od 1982
- Kuba – komunistický totalitní stát, od 1959
- Laos – od 1975
- Rusko – mívá autoritářské tendence od 1999[14]
- Saúdská Arábie – islámská totalitní monarchie (absolutní monarchie), od 1932
- Severní Korea – komunistický totalitní stát, od 1948
- Spojené arabské emiráty – islámská autoritářská monarchie, od 1972[15]
- Súdán – islámský totalitní stát od 1989
- Sýrie – od 1970
- Thajsko – po svržení vlády vojenskou juntou, od 2014
- Turecko – pluralistický autoritářský režim, od 2003[16]
- Turkmenistán – od 1991
- Uzbekistán – od 1989
- Venezuela – od 1999
- Vietnam – komunistický autoritářský stát, od 1976
- Zimbabwe – od 1980

## Důležité znaky
- Je možná existence odlišných politických postojů – ty ale nemají příliš velký vliv.
- Je možná svobodná existence subjektů, které jsou nezávislé na politické moci.
- Občanům není vnucována žádná ideologie.
- Vládne jeden člověk nebo malá skupina osob.

Autoritarismus se ve všech těchto znacích (s výjimkou určitých období) liší od totalitarismu.
| Aspekt srovnání                                                 | Autoritativní režim | Totalitní režim |
| --------------------------------------------------------------- | ------------------- | --------------- |
| autonomie společenských struktur a nepolitické sféry            | Ano                 | Ne              |
| kontrola všech aspektů života společnosti                       | Ne                  | Ano             |
| snaha o absolutní kontrolu ekonomické činnosti                  | Ne                  | Ano             |
| vůdčí úloha jediné masové strany                                | ne/omezená          | Ano             |
| ovládnutí vládních struktur představiteli vládnoucí strany      | Ne                  | Ano             |
| legální či pololegální politická opozice                        | Ano                 | Ne              |
| existence vůdčí ideologie                                       | Ne                  | Ano             |
| masový teror doléhající na celou společnost                     | Ne                  | Ano             |
| vypořádávání se s politickými protivníky prostřednictvím násilí | Ano                 | Ano             |
| politická mobilizace obyvatel                                   | ne/omezená          | Ano             |
| snaha o expanzi                                                 | Ne                  | Ano             |
| vzor pro jiné země                                              | ne/omezená          | Ano             |